# Sparisoma cretense
Espèce
Statut de conservation UICN

 LC  : Préoccupation mineure
Le Poisson-perroquet méditerranéen (Sparisoma cretense) est une espèce de poissons-perroquets (famille des Scaridae). C'est la seule espèce de ce groupe présente en mer Méditerranée.

## Description et caractéristiques
La femelle (stade initial) est rouge vif, avec une selle grise à l'arrière du visage, bordée de jaune sur la part antérieure (dont l’œil). Une tache du même jaune est généralement visible au dessus du pédoncule caudal. Le mâle (stade terminal) est gris chamarré, avec une tache noire au-dessus des nageoires pectorales, se confondant avec les algues et les roches. Ils mesurent entre 15 et 50 cm de long, les mâles étant plus gros. Tous deux sont équipés d'un puissant bec adapté au raclage de la roche en vue de se nourrir d'algues encroûtantes et de coralligène.

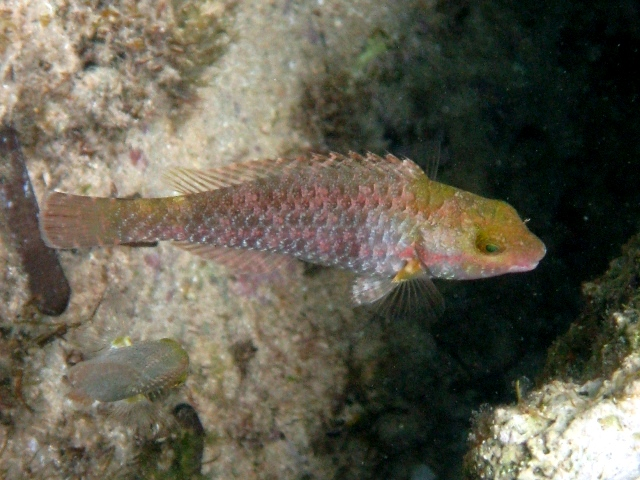
Juvénile immature.
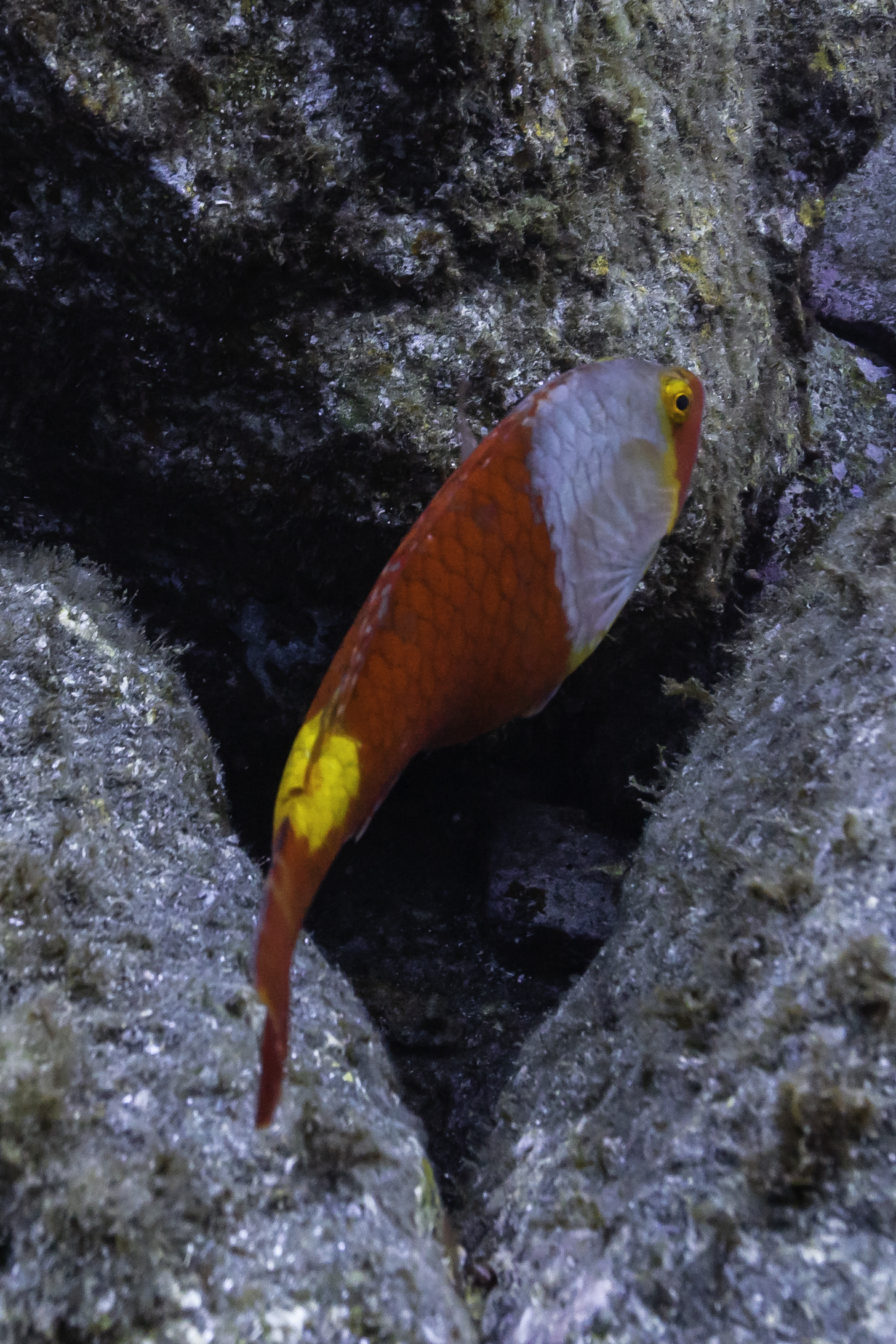
Femelle.
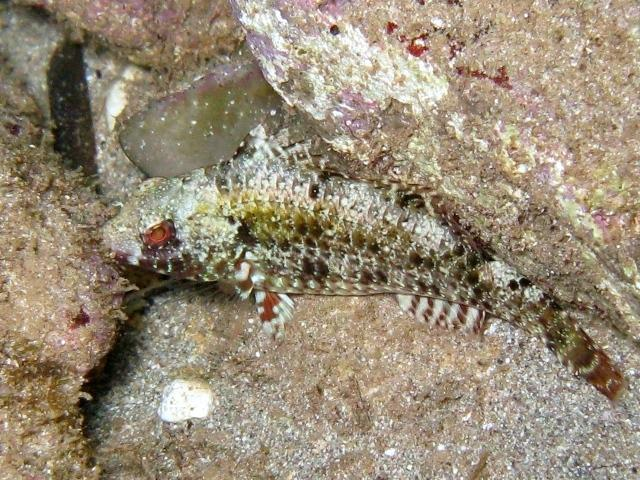
Jeune mâle.
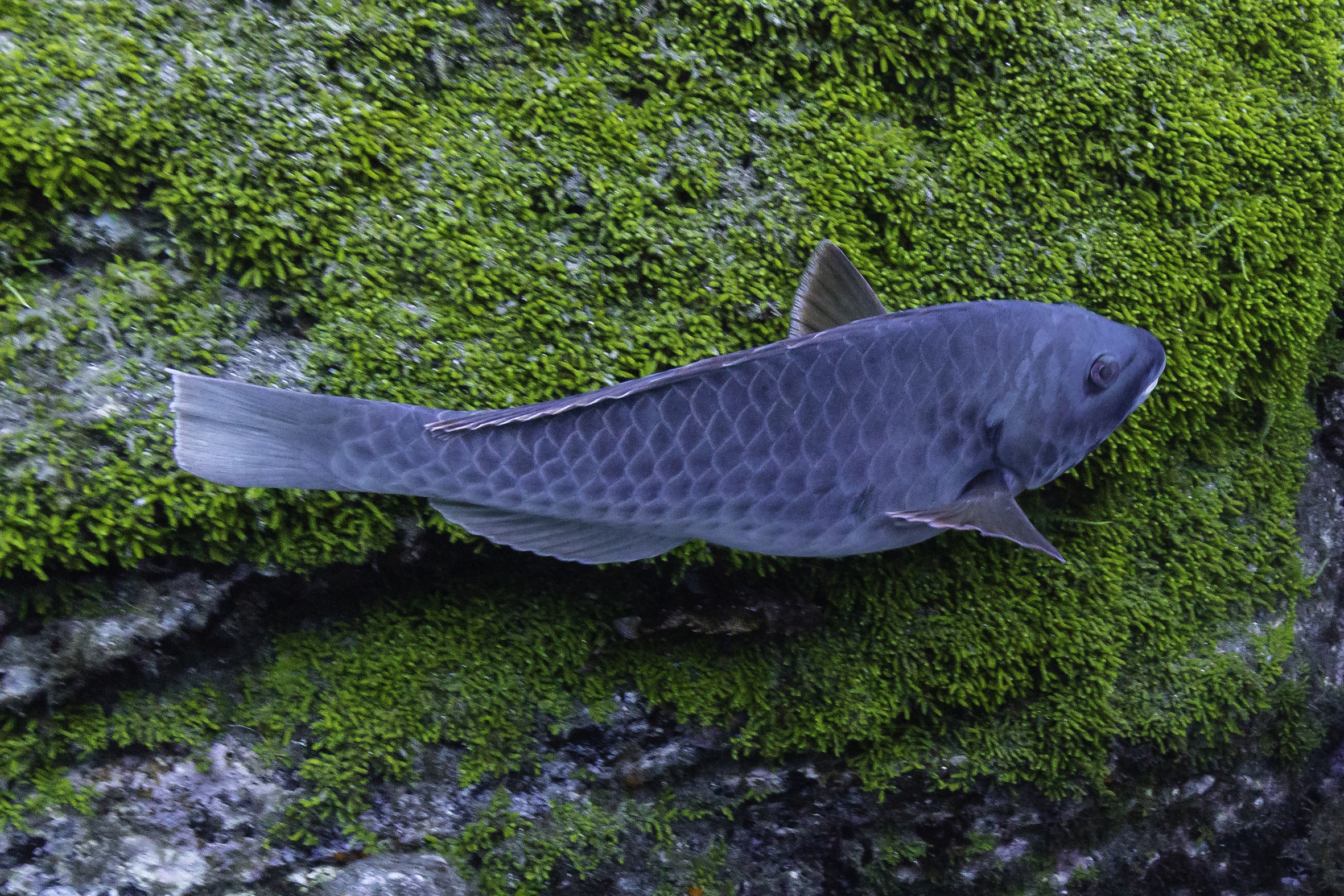
Mâle.

## Habitat et répartition
Cette espèce est principalement abondante en Méditerranée sud et est, notamment en Grèce, mais aussi dans l'Atlantique est proche, par exemple aux Canaries ou au Cap Vert. Elle est présente de manière plus sporadique sur les côtes française et espagnoles, mais plus fréquente en Côte d'Azur et Corse.
On trouve ces poissons entre 1 et 50 m de profondeur, sur des fonds rocheux complexe et notamment des récifs coralligènes.

## Biologie
Comme presque tous les poissons-perroquets, cette espèce est marquée par un hermaphrodisme successif de type protogyne. Cela signifie que les individus juvéniles deviennent d’abord femelles (nommé stade initial) à leur maturité sexuelle puis mâles (stade terminal).
Cette espèce consomme principalement des algues et de petits invertébrés, notamment ceux à squelette dur, que les poissons perroquets peuvent broyer au moyen de leur puissant bec.